# Дракункулёз
Дракункулёз, или ришта́ (от тадж. нить) — гельминтоз из группы нематодозов, вызываемый самками круглых червей Dracunculus medinensis. Заболевание распространено в тропиках и субтропиках Африки и Азии, среди людей, однако также отмечены случаи заражения собак. Название «дракункулёз» происходит от латинского названия червя — Dracunculus («дракончик»).
Паразит попадает в организм человека перорально с водой, в которой находились веслоногие рачки, заражённые личинками ришты. При попадании в организм человека личинка внедряется в стенки желудка и тонкого кишечника и далее в лимфатические сосуды, а оттуда проникает в брюшную полость и ретроперитонеальное пространство, где претерпевает две последовательные линьки и достигает половой зрелости, через несколько месяцев после заражения. После спаривания самцы гибнут, а самки мигрируют в кожу, где локализуются в подкожной клетчатке. Там вокруг стенки тела червя образуется пузырь, напоминающий кисту, который со временем (примерно через год после заражения) лопается, и образуется язва, из которой торчит передний конец тела червя. При контакте тела ришты с водой стенка тела червя лопается в области вульвы, и из выпячивающейся наружу матки выбрасываются в воду многочисленные личинки первой стадии, которые для замыкания цикла должны заразить веслоногого рачка. Вне организма хозяина личинки жизнеспособны в течение 3 недель. В организме циклопа личинки внедряются через стенку кишечника в гемоцель, где проделывают две линьки и становятся инвазионными через 12 дней.

## Патогенез и лечение
Обитающие в подкожной клетчатке крупные нематоды приводят к возникновению легко вскрывающихся зудящих гнойников. Основную опасность представляет вторичное заражение раненой области.
В настоящее время существуют только оперативные методы лечения. Традиционный метод, описанный ещё в древнеегипетском тексте середины второго тысячелетия до н. э., состоит в извлечении паразита через разрез кожи, в ходе которого червя медленно наматывают на стержень. Процедура длится очень долго — до нескольких недель. Это делается из предосторожности, чтобы червь не порвался и в рану не попала токсичная псевдоцельная жидкость.

## Эпидемиология
В 1986 году было зафиксировано 3,5 млн случаев дракункулёза в 20 эндемичных странах Азии и Африки. К 2009 году число случаев было сокращено более чем на 99,9 %, до 3190, из них — 3185 в четырёх оставшихся эндемичных странах Африки: Южном Судане (до 2011 года — автономия в составе Судана), Гане, Мали и Эфиопии. Во всех четырёх оставшихся эндемичных странах удалось снизить число случаев и далее, в частности в Гане достигнуто 97 % сокращение с 242 случаев в 2009 году до 8 случаев в 2010 году. Всего за 2010 г. было зарегистрировано 1797 случаев. Однако Чад сообщил о первых случаях заболевания, которых до этого не было с 1998 года, десять случаев зарегистрировано в 7 деревнях, в 5 районах. Источник этих случаев пока не ясен. Общее количество случаев в 2011 году было 1060. Из них 1030 были зарегистрированы в Южном Судане. Мали сообщил о 12; Чад сообщил о 10; Эфиопия — о 8. Это число продолжало снижаться до 542 случаев в 2012, 148 в 2013 и 126 в 2014 году, 22 в 2015 году, 25 в 2016 году и 30 в 2017 г. В 2018 году — 28 случаев, 17 в Чаде, 10 в Южном Судане и 1 в Анголе.
Самой сложной и дорогостоящей стадией процесса ликвидации может быть выявление и изолирование последних остающихся случаев заболевания, так как такие случаи обычно происходят в отдалённых, часто недоступных сельских районах.
Одним из основных препятствий является отсутствие безопасности, которое приводит к отсутствию доступа к эндемичным по этой болезни районам, особенно в странах, где продолжают происходить случаи заболевания, а также заражения животных.
Инфекция D. medinensis среди собак представляет проблему на пути осуществления программы, особенно в Чаде, Эфиопии и Мали. Этот феномен был замечен в Чаде в 2012 году, и с тех пор в том же районе риска продолжают выявляться собаки с высвобождающимися червями, генетически не отличимыми от червей, встречающихся у людей. В 2018 г. были зарегистрированы случаи заболевания дракункулёзом среди животных: 1065 случаев (1040 собак и 25 кошек) в Чаде, 17 случаев (11 собак, 1 бабуин, 5 кошек) в Эфиопии, 20 случаев (18 собак и 2 кошки) в Мали.
Результаты операционных исследований, рекомендованных научным совещанием, проведённым ВОЗ в марте 2016 г., свидетельствуют о том, что передачу инфекции можно прерывать с помощью применяемых в настоящее время стратегий, включая решительную борьбу с копеподами путем регулярного комплексного использования пестицида темефос для контроля и предотвращения передачи инфекции среди людей и инфицированных собак.

## Ришта в литературе
- Заболевание риштой подробно описывает в своих мемуарах классик таджикской литературы Садриддин Айни (Айни С. Воспоминания (Литературные памятники), 1960).
- Об этой болезни и её лечении пишет К. Г. Паустовский в повести «Кара-Бугаз» в главе «Старый врун Бекмет».
- Болезнь ришта описал в своей книге «Лик пустыни» Б. А. Федорович[10].
- Об этой болезни пишет Э. Маккормак в романе «Летучий голландец».